# آبشار تام تام
آبشار تام تام (به انگلیسی: Tom Tom Falls) آبشاری است که در شهرستان پیرس، واشینگتن، ایالات متحده آمریکا واقع شده و ارتفاع کلی ریزشگاه آن ۲۵ فوت (۷٫۶ متر) است.